# Бре-сюр-Сом
Бре-сюр-Сом (фр. Bray-sur-Somme) — коммуна на севере Франции, регион О-де-Франс, департамент Сомма, округ Перонн, кантон Альбер. Расположена в 32 км к востоку от Амьена и в 15 км от пересечения автомагистралей А1 "Нор" и А29, на правом берегу Соммы.
Население (2018) — 1 274 человека.

## Достопримечательности
- Церковь Святого Николая с беффруа XVIII века
- Музей истории
- Живописные природные озера в окрестностях поселка

## Экономика
Уровень безработицы (2017) — 18,8 % (Франция в целом — 13,4 %, департамент Сомма — 15,9 %). 

Среднегодовой доход на 1 человека, евро (2018) — 19 820 (Франция в целом — 21 730, департамент Сомма — 20 320).

## Демография
Динамика численности населения, чел.

## Администрация
Пост мэра Бре-сюр-Сома с 2020 года занимает Моник Вакет (Monique Vaquette). На муниципальных выборах 2020 года возглавляемый ею независимый список был единственным.
| Период | Период | Фамилия       | Партия                             | Примечания                                       |
| ------ | ------ | ------------- | ---------------------------------- | ------------------------------------------------ |
| 1982   | 1989   | Даниэль Лагаш | Разные правые                      | фармацевт                                        |
| 1989   | 2001   | Марсель Гийо  | Объединение в поддержку Республики | инспектор, член Генерального совета департамента |
| 2001   | 2008   | Даниэль Лагаш | Разные правые                      | фармацевт, член Генерального совета департамента |
| 2008   | 2014   | Марсель Гийо  | Союз за народное движение          | инспектор                                        |
| 2014   | 2020   | Филипп Ландо  |                                    | работник аппарата мэрии                          |
| 2017   |        | Моник Вакет   |                                    |                                                  |

## Ссылки

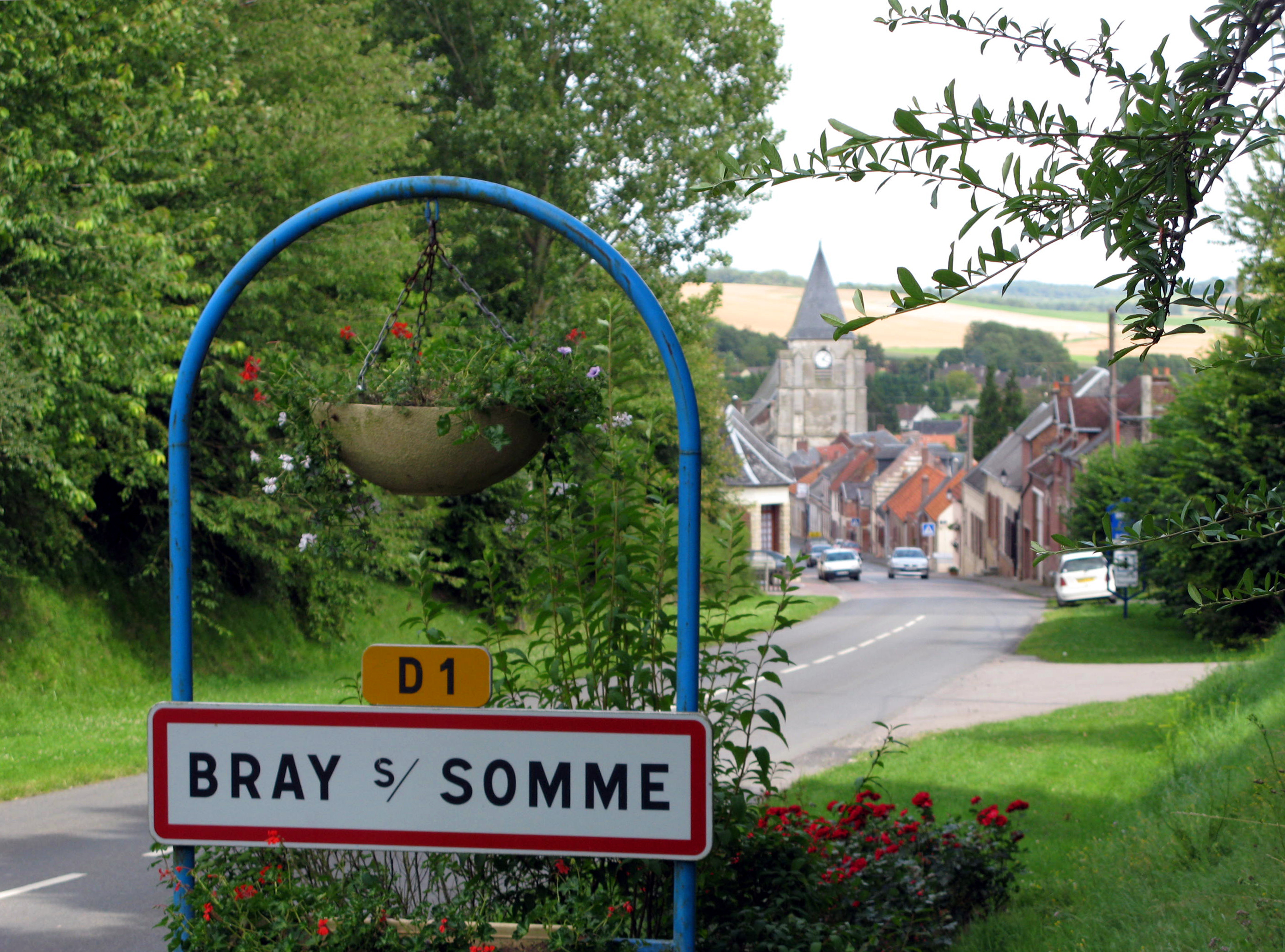
Въезд в Бре-сюр-Сом